# Plaka

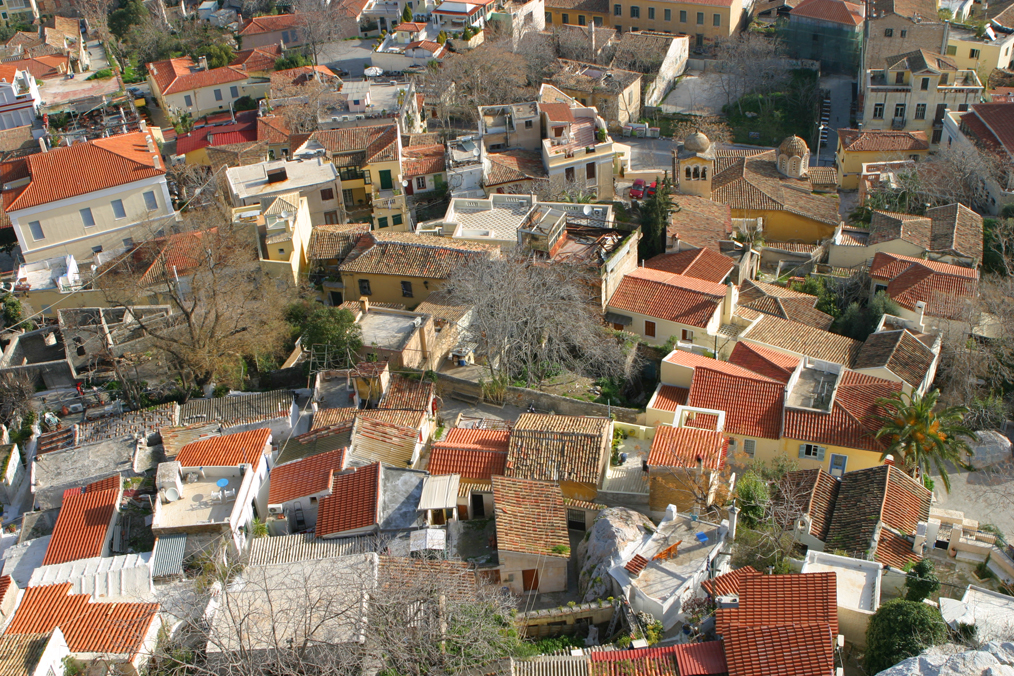
Området Plaka sett från Akropolis.

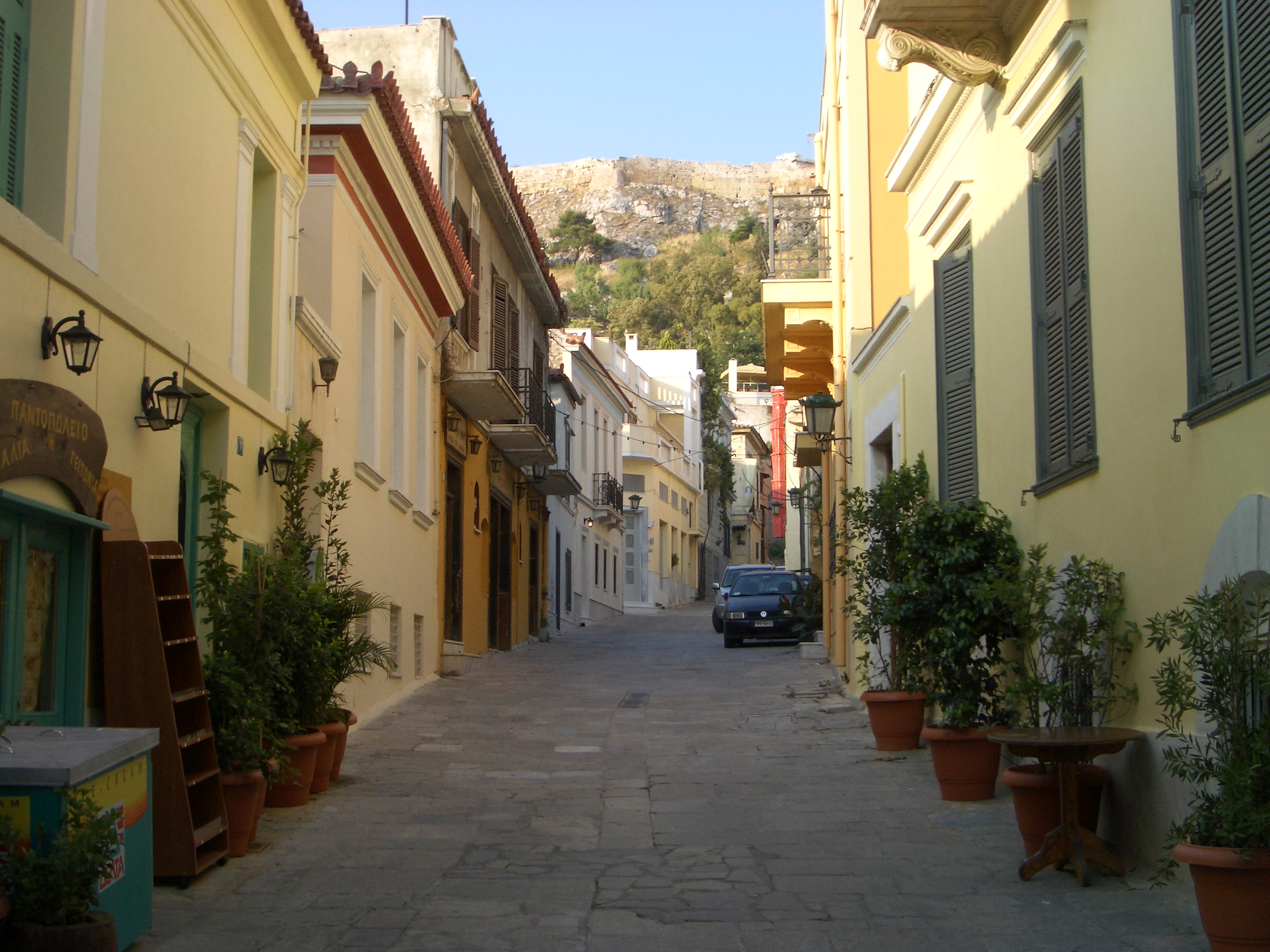
Gata i Plaka.

Området Plaka (grekiska: Πλάκα) är Atens historiska centrum. Här finns bara några få byggnader som är äldre än den osmanska perioden, men det är det äldsta området i staden som ännu är bebott. Det är beläget i anslutning till bland annat Akropolis.

## Etymologi
En trolig förklaring till områdets namn är att det kommer från ett ord som användes av de albanska soldater i osmanernas tjänst som slog sig ner här på 1500-talet; pliaka (gammal) var deras ord för att beskriva kvarteren.

## Beskrivning
Tavernor och småbutiker kantar Plakas gator, och många gatuförsäljare kommer dit om sommaren.
De historiska kulturlagren i området ledde under 1960-talet till en utflyttning av många boende och en omvandling av området till ett nöjesdistrikt. Det arkeologiska intresset och reglerna mot renoveringar av bostadshus ledde till sjunkande bostadspriser, vilket påskyndande utvecklingen. Fram till början av 1970-talet hade Plakas invånarantal minskat från 14 000 till 4 500; år 1973 fanns bland annat 193 nöjesetablissemang och 26 hotell i denna drygt 40 hektar stora stadsdel.
Från slutet av 1970-talet inleddes dock åtgärder för att underlätta det fasta boendet i området.